# 越南青冈
越南青冈（学名：Cyclobalanopsis austrocochinchinensis），为壳斗科青冈属下的一个植物种。